# Sotir Peçi
Sotir Peçi grec. Σωτήρης Πετσής (ur. 13 lipca 1873 we wsi Dardhë k. Korczy, zm. 8 kwietnia 1932 we Florinie) – albański działacz niepodległościowy i polityk.

## Życiorys
Pochodził z rodziny prawosławnej. Był synem kupca Jovana, (który zmarł, kiedy Sotir był jeszcze dzieckiem) i Merenxhy. W 1890 rozpoczął studia matematyczne na Uniwersytecie Ateńskim. Po ich ukończeniu, w 1905 wyjechał do USA, gdzie działał w panalbańskiej organizacji Vatra w Bostonie, współpracując m.in. z Fanem Nolim i Thanasem Floqim. Był też założycielem i wydawcą pierwszego albańskojęzycznego pisma w USA – Kombi (Naród) (od 1909 wydawanego w Albanii).
W 1908 przyjechał do Manastiru, na kongres albańskich działaczy narodowych, który zajął się standaryzacją alfabetu albańskiego. Po powrocie do Albanii uczył w szkole w Elbasanie, a następnie kierował szkołą w Korczy. W tym czasie przeniósł do Monastiru wydawnictwo, którym kierował w Bostonie. W tym czasie przygotowywał serię podręczników z fizyki i matematyki, przeznaczonych dla szkół albańskich. W czasie I wojny bałkańskiej, po zajęciu Korczy przez oddziały greckie został uwięziony. W 1914 w imieniu rządu Turhana Paszy Përmetiego organizował sieć szkół na północy Albanii. W lipcu 1915, wraz z grupą działaczy narodowych został aresztowany przez władze czarnogórskie, pod zarzutem prowadzenia organizacji wywrotowej.
W 1920 wziął udział w kongresie w Lushnji, który potwierdził niepodległość Albanii i wyłonił rząd, kierowany przez Sulejmana Delvinę. Peci w rządzie Delviny otrzymał stanowisko ministra edukacji, które pełnił do listopada 1920. Resort kierowany przez niego rozpoczął realizację ambitnego planu uruchomienia od podstaw sieci pięcioletnich szkół powszechnych (w latach 20. powstało aż 504 takie szkoły).
W 1921 został wybrany deputowanym z okręgu Korcza do parlamentu. W grudniu 1922 zrezygnował z mandatu, kiedy wszedł w skład Rady Naczelnej (alb. Këshilli i Lartë), realizującej obowiązki najwyższej władzy monarszej. Jako członek Rady Naczelnej w 1924 zalegalizował zamach stanu, mianując Fana Noliego na urząd premiera. Po upadku rządu Noliego, 24 grudnia 1924 opuścił kraj, emigrując do Bari, a następnie do Aten. Skazany zaocznie przez sąd w Tiranie na karę więzienia, we wrześniu 1927 został objęty amnestią dla osób skazanych za przestępstwa polityczne. Mimo to nie zdecydował się powrócić do Albanii.
Na emigracji założył organizację antyzogistowską o nazwie Bashkimi Kombëtarë (Zjednoczenie Narodowe), w której działali m.in. Rexhep Mitrovica, Spiro Koleka i Riza Dani.
Zmarł w greckiej Florinie, po długiej i ciężkiej chorobie, pochowany na cmentarzu miejskim w Korczy. Pośmiertnie został wyróżniony tytułem Nauczyciela Ludu (alb. Mësues i Popullit). Imię Peçiego noszą ulice w centrum Tirany i w Korczy.